# Euclimacia triangularis
Euclimacia triangularis is een insect uit de familie van de Mantispidae, die tot de orde netvleugeligen (Neuroptera) behoort. 
Euclimacia triangularis is voor het eerst wetenschappelijk beschreven door Handschin in 1961.